# Confrontatie aan de Oegra

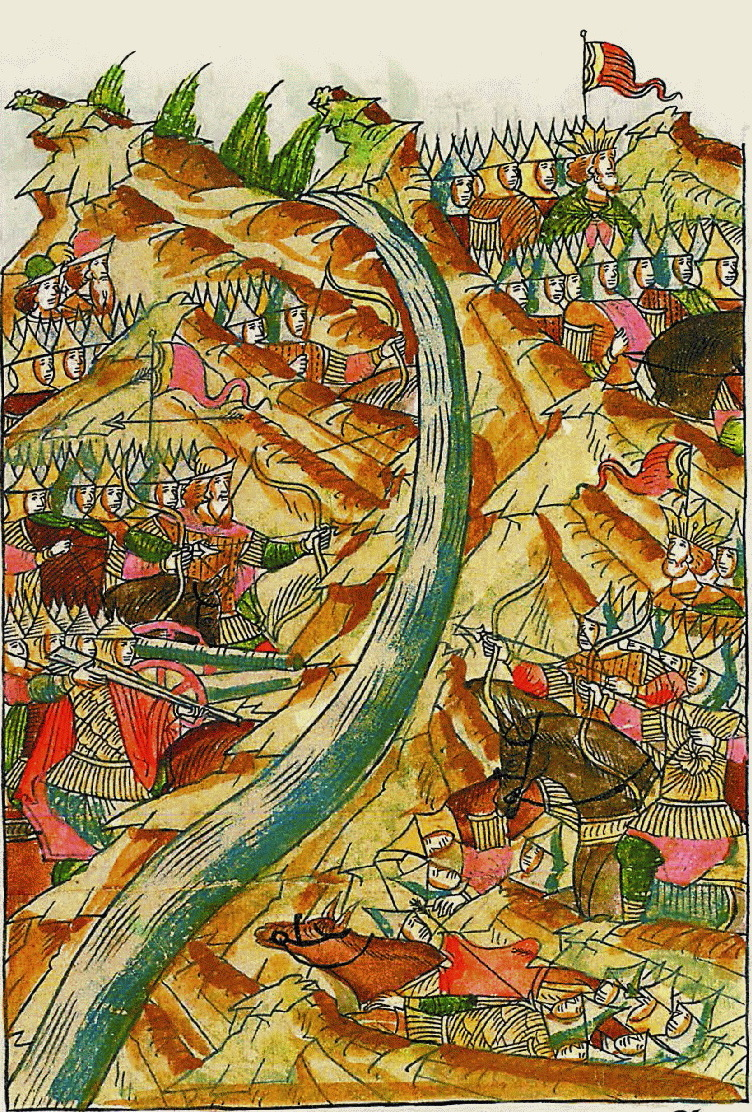
De confrontatie in een 16e-eeuwse Russische miniatuur

Bij de Confrontatie aan de Oegra of het Staan aan de Oegra in 1480 verdedigde Ivan III met succes het grootvorstendom Moskou tegen een aanval door de Grote Horde van Ahmed Khan bin Küchük, ondernomen vanwege geweigerde tribuutbetalingen. Ruim een maand lagen de beide legers tegenover elkaar aan weerszijden van de rivier de Oegra, zonder dat het tot een grootschalig treffen kwam. In november trokken de Tataren onverrichter zake weg. Traditioneel wordt de confrontatie door de Russen beschouwd als het einde van het 'Tataarse juk', maar sommige historici relativeren dit en menen dat het niet de confrontatie was die de autonomie bewerkstelligde. Niettemin wordt het vrij algemeen beschouwd als een keerpunt. De Russen bouwden nadien de Grote Abatislinie uit om zich te beschermen tegen verdere aanvallen van zuidelijke steppenomaden.

## Context
De Tataarse steppenomaden van de Gouden Horde hadden in de dertiende eeuw hun suzereiniteit gevestigd over het grootvorstendom Moskou, dat regelmatig tribuut diende te betalen. De overwinning in de Slag op het Koelikovo-veld in 1380 had daar niets aan veranderd. In de 15e eeuw desintegreerde de Gouden Horde: de kanaten Kazan, Krim, Kasim en Astrachan verzelfstandigden zich en de Grote Horde bleef over als rompstaat. Moskovië betaalde tribuut aan diverse khans als teken van nominale onderwerping. Machtsontplooiingen en strafexpedities waren onderdeel van het diplomatiek-militaire arsenaal waarmee de Tataren de tribuutbetalingen in stand hielden. Zo'n campagne was er bijvoorbeeld in 1472 tegen grootvorst Ivan III, die zijn autonomie aan het vergroten was. De aanval van de Grote Horde werd toen gestopt bij Aleksin. In de jaren die volgden weigerde Ivan III tribuut te betalen. Ahmed Khan zag in 1480 zijn kans om die weigering te straffen. Hij verzamelde een groot leger en coördineerde een aanval met Casimir IV van Polen-Litouwen. Ivan III counterde dit door een bondgenootschap met de Krimtataren van Meñli I Giray. Hun inval in Podolië verhinderde dat Casimir de verwachte versterking kon sturen. 

## Verloop
Terwijl het leger van Ahmed Khan vanuit het zuidwesten oprukte naar Moskou, organiseerde Ivan III zijn verdediging. In juni en juli versterkte hij de Oka-linie (de zogenaamde bereg) en legde hij garnizoenen bij alle doorwaadbare plaatsen. Het bemannen van deze tweehonderd kilometer lange linie vergde al zijn manschappen, er was geen reserve. De Oka lag meer dan honderd kilometer ten zuiden van Moskou en was de enige rivier met een oost-west-loop die geschikt was als obstakel. Bovendien was het een bosrijk gebied, waar de bereden boogschutters van de Tataren minder tot hun recht kwamen en waar er minder voedsel voor hun paarden voorhanden was. Ivan nam zelf de verdediging van Kolomna op zich, terwijl zijn zoon zich naar Serpoechov begaf en zijn broer Andrej de Jonge naar Taroesa. Ahmed Khan werd ingelicht over de stevige Oka-linie en probeerde een omtrekkende beweging door langs de Oegra over te steken. Maar ook Ivan III had zijn informanten en hij stuurde er troepen heen. Op 30 september kwam hij aan in Moskou voor overleg. Hij resultaat was dat twee van zijn broers een einde maakten aan hun rebellie.
Ondertussen hadden de twee legers elkaar op 8 oktober ontmoet aan de Oegra. De Tataren ondernamen bij het dorp Palatki () en elders pogingen om over te steken, maar ze waren ingesteld op makkelijke buit en toonden zich niet bereid grote verliezen te lijden. Ook het leger van Ivan III legde geen grote strijdlust aan de dag. Voor hen volstond het niet te worden geplunderd. Het leek dan ook te blijven bij enkele schermutselingen en het over en weer schieten van pijlen en scheldwoorden, maar het vroege dichtvriezen van de Oegra veranderde de situatie. Begin november konden de  zestig- à zeventigduizend ruiters van de Grote Horde beginnen uitkijken naar routes over het ijs. Maar op 3 november arriveerde Ivan III aan het hoofd van grote milities uit Moskou en omgeving. Hij haalde zijn troepen weg van de rivier, die nu geen barrière meer vormde, en trok ze samen in Kremenets (). Nadat hij daar versterking had gekregen van zijn verzoende broers, betrok hij positie op een strategisch kruispunt bij Borovsk. 
Toen Ahmed Khan inzag dat zijn Pools-Litouwse bondgenoten niet zouden komen, blies hij op 10 november de aftocht. Hij stond nu tegenover een te duchten macht die hinderlagen kon leggen, en ook het gebrek aan winterweiden zal hebben meegespeeld in zijn afweging. Bovendien waren op het thuisfront problemen opgetreden. Op de terugweg werd het missen van buit deels goedgemaakt door het land van de onbetrouwbare Casimir te plunderen.

## Gevolgen
Na 1480 heeft geen enkele Tataarse khan nog een poging ondernomen om het Moskouse rijk tot geregelde tribuutbetaling te dwingen, maar de Moskouse vorsten bleven hen nog lang 'geschenken' geven om hen te vriend te houden of hun rooftochten af te kopen. Ahmed Khan sneuvelde in 1481 en de Grote Horde loste op in de steppe na een zware nederlaag tegen de Krimtataren in 1502. Moskovië won aan autonomie en toonde dat ook in de muntslag, doordat de inscripties volledig Cyrillisch werden en geen Arabische woorden meer bevatten. Het eenmalige succes tegen een aanval uit de Wilde Velden werd bestendigd door de bouw van de Grote Abatislinie, waarvan de permanentie werd verzekerd door land in de omgeving te schenken aan de militairen die haar bemanden. 

## Voetnoten
1. 1 2  Donald Ostrowski, Muscovy and the Mongols. Cross-Cultural Influences on the Steppe Frontier, 1304-1589, 2002, p. 165-166. Gearchiveerd op 17 juni 2023.
2. ↑  Raymond Detrez, Rusland. Een geschiedenis, 2015, p. 73
3. ↑  Raymond Detrez, Rusland. Een geschiedenis, 2015, p. 72
4. ↑  Donald Ostrowski, Muscovy and the Mongols. Cross-Cultural Influences on the Steppe Frontier, 1304-1589, 2002, p. 166. Gearchiveerd op 17 juni 2023.